# Республіка Об'єднаних провінцій Нідерландів
Респу́бліка Семи́ об'єднаних провінцій Нідерландів (нід. Republiek der Zeven Verenigde Nederlanden), неофіційно широко відома як Голла́ндська респу́бліка — конфедеративна республіканська держава в Західній Європі, що існувала у 1579—1795 роках. Постала внаслідок об'єднання семи з сімнадцяти провінцій Іспанських Нідерландів (Ни́жніх Земе́ль), що спромоглись отримати незалежність від імперії Габсбургів внаслідок перемоги Нідерландської революції. Республіка перестала існувати внаслідок французької інтервенції, проте стала прямою попередницею сучасних Нідерландів.

## Назва
- Голландська республіка
- Нідерландська республіка
- Республіка семи сполучених (об'єднаних) Нідерландів (нід. Republiek der Zeven Verenigde Nederlanden)
- Республіка семи сполучених (об'єднаних) провінцій (нід. Republiek der Zeven Verenigde Provinciën)
- Сполучені (об'єднані) провінції (нід. Verenigde Provinciën)
- Сім провінцій (нід. Zeven Provinciën)

## Склад
Республіка була конфедерацією семи провінцій, шість з яких формально були колишніми монархіями і одна — республікою:
- Голландське графство
- Зеландське графство
- Утрехтська сеньйорія
- Гронінгенська сеньйорія
- Гелдернське герцогство
- Оверейсельська сеньйорія
- Фрисландська сеньйорія

- Дрентський ландшафт — не мав представництва у Генеральних Штатах, проте був повноцінною провінцією та мав свій власний законодавчий орган (провінційні штати) та свого штатгальтера).

Крім того, до складу Республіки Об'єднаних провінцій входили так звані Генералітетські землі, які не входили до складу жодної провінції та керувалися безпосередньо Генеральними штатами. На цих землях не було Провінційних штатів і вони не були представлені у центральному уряді.

## Історія

Республіка Семи об'єднаних провінцій Нідерландів в XVII ст.

Територія історичних Нідерландів складалася з князівств, графств та незалежних єпархій; деякі з них, проте не всі, входили до складу Священної Римської імперії. Нині ця територія розподілена між такими державами, як Нідерланди, Бельгія, Люксембург, а також є частинами Франції та Німеччини. Історичні Нідерланди в XVI столітті приблизно відповідали Сімнадцяти провінціям, на які поширювалася дія Прагматичної санкції 1549 року Карла V Габсбурга.
Шляхом одруження, миру чи продажу, ці землі передалися габсбурзькому імператору Карлу V Габсбургу та його сину, королю Філіпу ІІ Габсбургу. 1568 року Нідерланди, керовані Вільгельмом І Оранським, повстали проти Філіпа II через високі податки, переслідування протестантів урядом та спроби Філіпа модернізувати та централізувати децентралізовані середньовічні урядові структури провінцій. Це був початок Нідерландської революції.
У 1579 році сім північних провінцій Нідерландів підписали Утрехтську унію, у якій пообіцяли підтримати один одного в оборонній війні проти іспанської армії. Цього було дотримано в «Акті про урочисте зречення» (1581), декларації про незалежність, у якій північні провінції офіційно скинули Філіпа II як правителя Північних Нідерландів.
Спочатку Об'єднані провінції намагалися обрати свого власного правителя. Вони запросили керувати державою Франсуа Анжуйського (він очолював республіку Об'єднаних провінцій протягом 1581—1583 років). Пізніше, після вбивства Вільгельма Оранського (10 липня, 1584), і Генріх ІІІ, і Єлизавета І відхилили пропозицію правити Нідерландами. Однак англійська королева згодилася надати Об'єднаним провінціям протекторат від Англії (Нансачський договір, 1585) і відправила Роберта Дадлі як генерал-губернатора. Це не мало успіху, і 1588 року провінції перетворилися на республіку.